# Universidad Ciudadana de Nuevo León
La Universidad Ciudadana de Nuevo León (UCNL) es una institución pública de educación media superior y superior ubicada en el estado mexicano de Nuevo León.
Fundada por decreto el 27 de mayo de 2016 en la ciudad de Monterrey, imparte estudios a distancia a nivel bachillerato, tecnicatura superior universitaria, grado o licenciatura y posgrado.
A finales de 2023 la universidad contaba con 17 097 estudiantes activos.

## Historia
La Universidad fue fundada el 27 de mayo de 2016 por decreto del entonces gobernador Jaime Rodríguez Calderón.

## Organización y administración
Legalmente la institución es un órgano administrativo desconcentrado del gobierno estatal jerárquicamente subordinado a la Secretaría de Educación de Nuevo León. A nivel interno se encuentra presidido por un Consejo Consultivo compuesto por 10 miembros y un rector.
Su Consejo Consultivo está integrado por el titular de la Secretaría de Educación estatal (que lo preside), el rector (en calidad de Secretario), los secretarios de Finanzas y General de Gobierno, el subsecretario de Educación Media Superior y Superior, el rector del Instituto de Investigación, Innovación y Estudios de Posgrado para la Educación del Estado de Nuevo León (IIIEPE), un representante de la Secretaría de Educación Pública, un representante de una universidad local que imparta programas educativos en línea y dos representantes de las empresas.
El rector es Alberto Daniel Mora Urbina. Previamente el cargo fue ocupado por José Garza Rodríguez, exrector de la Universidad Alfonso Reyes.

## Información académica
Si bien el decreto que dio origen a la Universidad contemplaba la impartición de cursos bajo diferentes modalidades, desde su fundación se ha especializado en impartir clases en línea bajo el "Modelo Nuevo León de Educación Virtual" a los ciudadanos que residen legalmente en el Estado. 
A finales de 2024 su oferta educativa comprendía:
- Un programa de bachillerato general con duración de 6 cuatrimestres.[7]
- Un programa de Tecnicatura Superior Universitaria Agropecuaria con duración de 5 cuatrimestres.[7]
- Seis programas de grado o licenciatura en disciplinas administrativas, informática y derecho con una duración de nueve cuatrimestres.[7]
- Cuatro programas de maestría en Administración y Educación con una duración de 6 semestres.[7]

La Universidad no impone exámenes de admisión en ninguno de sus programas y, al hacer uso de planes y programas diseñados por la propia Secretaría de Educación estatal, sus estudios cuentan con validez oficial en México. Sin embargo, a diferencia de las principales universidades del país, la institución no pertenece ni es auditada por la Asociación Nacional de Universidades e Instituciones de Educación Superior (ANUIES).